# Si Dieu veut...
Albums de Fonky Family
Art de Rue
Si Dieu veut... est le premier album de la Fonky Family sorti le 5 décembre 1997. Couronné d'un double disque d'or vers 1999, cet album - porté par les morceaux Sans rémission et Cherche pas à comprendre - a permis au groupe d'éclore sur la scène française et dans les pays francophones. Si Dieu veut… est devenu depuis lors un classique du rap français qui a une réelle appartenance à l'âge d'or du rap.
L'album est sorti chez Côté Obscur, structure de production créée en 1995 par les membres de IAM.

## Présentation
Teinté de sonorités soul et funk, l'album se caractérise par “le réalisme, la sincérité, la tristesse et la mélancolie” des paroles, “et en même temps par un côté fou, léger” résumant les vies de chaque membre du groupe. Qualifié par Sat d'album de l'innocence, celui-ci se singularise par son caractère hors format, avec la présence de “morceaux durant six minutes” (Sans faire couler le sang, Marseille envahit) ou de “refrains qui arrivent au bout de quatre minutes” (Tu nous connais).
Incarcéré au moment de l'enregistrement du disque, Fel, alors danseur du groupe sous le nom de Blaze, se voit adresser deux dédicaces dans l'album : respectivement “pour Laoubi dit Blaze, bienvenue à la base, on représente toute la nuit...” au début du morceau Verset II rappé en solo par Sat, et “je place une dédicace pour mon frère Blaze, dans mon cœur” à la fin du couplet de Menzo sur le titre Aux absents.

## Liste des titres
Notes : l'intégralité des musiques a été composée par Pone, tous les scratchs ont été réalisés par DJ Djel. Sat est crédité sous son ancien pseudonyme Satir.
| 1.    | Verset I                                                 | Le Rat Luciano                                                                      | 1:07 |
| 2.    | Cherche pas à comprendre                                 | Menzo, Sat l'Artificier, Don Choa & Le Rat Luciano                                  | 5:25 |
| 3.    | Sans rémission                                           | Menzo, Don Choa, Le Rat Luciano & Sat l'Artificier                                  | 5:23 |
| 4.    | Une seule fois                                           | Sat l'Artificier, Menzo, Le Rat Luciano & Don Choa                                  | 3:45 |
| 5.    | Verset II                                                | Sat l'Artificier                                                                    | 0:46 |
| 6.    | La résistance (featuring Boss One, Akhenaton)            | Don Choa, Sat l'Artificier, Boss One, Akhenaton, Le Rat Luciano & Menzo             | 4:53 |
| 7.    | Les mains sales (featuring Fresh)                        | Fresh (Le Venin) & Le Rat Luciano                                                   | 4:42 |
| 8.    | La furie et la foi                                       | Don Choa, Menzo, Sat l'Artificier & Le Rat Luciano                                  | 3:34 |
| 9.    | Verset III                                               | Le Rat Luciano                                                                      | 1:29 |
| 10.   | Tu nous connais                                          | Don Choa, Menzo, Le Rat Luciano & Sat l'Artificier                                  | 4:39 |
| 11.   | Le sum                                                   | Sat l'Artificier, Le Rat Luciano, Don Choa & Menzo                                  | 4:26 |
| 12.   | Verset IV                                                | Don Choa                                                                            | 0:54 |
| 13.   | Aux absents                                              | Sat l'Artificier, Le Rat Luciano, Don Choa & Menzo                                  | 4:05 |
| 14.   | Maintenant ou jamais (featuring X-Men)                   | Menzo, Don Choa, Cassidy, Ill, Le Rat Luciano & Sat l'Artificier                    | 5:43 |
| 15.   | Verset V (featuring Bruizza)                             | Bruizza & Le Rat Luciano                                                            | 2:23 |
| 16.   | Le respect se perd                                       | Menzo, Don Choa, Le Rat Luciano & Sat l'Artificier                                  | 4:05 |
| 17.   | Sans faire couler le sang (featuring Kertra, La Mixture) | Moz l'Ours Blanc, Kertra, Kadaz, Le Rat Luciano, Don Choa, Sat l'Artificier & Menzo | 6:27 |
| 18.   | Verset VI                                                | Menzo                                                                               | 0:54 |
| 19.   | Marseille envahit (featuring 3e Œil)                     | Le Rat Luciano, Boss One, Mombi aka Jo Popo, Menzo, Sat l'Artificier & Don Choa     | 6:44 |
| 20.   | Verset VII                                               |                                                                                     | 0:23 |
| 67:47 |                                                          |                                                                                     |      |

## Clips
- 1997 : La furie et la foi
- 1998 : Sans rémission (Clip Réalisé Par JC Gaud)